# 仲住芳雄
仲住 芳雄（なかずみ よしお、1921年10月3日 - 2004年3月21日）は、日本の競馬騎手、調教師。神奈川県横浜市出身。
1938年より日本競馬会で騎手となり、1944年から1945年にかけては中華民国の天津競馬でも騎乗した。戦後日本で騎手として復帰したのち1961年より調教師に転じ、クラシック二冠牝馬テスコガビーや、天皇賞（秋）優勝馬アイフル、菊花賞優勝馬ミナガワマンナ、皐月賞優勝馬アズマハンターなど数々の活躍馬を手がけた。1997年定年により調教師引退。
父は日本レース・倶楽部の重鎮であった仲住与之助。師匠でもある騎手・調教師の仲住達弥は兄。騎手の仲住睦男は甥。

## 経歴
1921年、日本レース・倶楽部（横浜競馬場）に所属する調教師・仲住与之助の次男として生まれる。幼少より騎手になることを志し、小学校卒業後にいったん旧制横浜第三中学に進学するも3年次で中退し、兄・達弥のもとで騎手見習いとなった。1938年、騎手免許を取得。厩舎の有力馬には達弥が騎乗していたことから、能力が劣る馬の騎乗を余儀なくされ、また騎手兼厩務員として騎乗馬と共に全国を渡り歩いた。この生活の中で故障馬の管理などを経験したことが、のちに調教師としての糧にもなったという。
1941年に徴兵を受け満州の第28連隊に入隊したが、過酷な生活環境から体調を崩し、肋膜炎を患い除隊。日本に帰国したものの太平洋戦争の激化で競馬は中止されていた。そうした中、競馬会の幹部であった佐藤繁信が中国・天津競馬場で場長を務めていると聞いた仲住は、自身もそこで騎乗しようと思い立ち、大陸に戻り天津で騎手となった。戦時下にもかかわらず天津競馬は活況を呈しており、蒙古馬を競走馬にしながら16人の日本人の他に中国人、フランス人、ロシア人騎手が活動していた。仲住は反応の鈍い蒙古馬を日本式のフォームで乗りこなして活躍したといい、1日14レースのうち13レースで勝利を挙げたこともあったという。1945年6月に再度徴兵を受けたが、8月に中国で終戦を迎え帰国した。なお、日本で競馬が再開されたのち、仲住や佐藤が中心となり天津で売られていた連勝式馬券を推進し、やがて日本でも連勝式馬券が発売されるようになった。
戦後も騎手を続けていたが、1950年頃に落馬事故で脊髄を傷める。厩舎事情から以後も痛みをおして騎乗を続けたもののやがて限界を迎え、1961年3月より調教師へ転身した。騎手通算成績は天津時代を除いて1102戦138勝。
厩舎開業後の11月にテンポで東京アラブ障害特別を制し、初年度に重賞初勝利を挙げる。翌年にも同馬で同競走を連覇した。以後しばらく重賞勝利が途絶えたが、1974年10月、テスコガビーが京成杯3歳ステークスを制し、12年ぶりに重賞勝利。同馬は翌1975年にクラシック路線に乗って活躍し、牝馬三冠初戦の桜花賞では2着に大差（10馬身以上）、タイム差にして1.9秒差という競走史上最大着差で優勝し、仲住に初の八大競走をもたらした。二冠目の優駿牝馬（オークス）でも2着に8馬身差を付けて勝利。以後は故障もあり1戦したのみで不慮の病により死亡したが、テスコガビーはその圧倒的なレース振りから史上最強牝馬とも評された。
以後仲住厩舎から活躍馬が続出し、1976年にはアイフルが天皇賞（秋）、1981年にはミナガワマンナが菊花賞、1982年にはアズマハンターが皐月賞と、それぞれ八大競走を制した。テスコガビー以降は華々しい成績を残した仲住であったが、馬主には高額馬を買わせることを良しとせず、牧場巡りの中で安価な素質馬を見出すことを旨とした調教師であった。
1992年にマルマツエースでエプソムカップを制したのが最後の重賞勝利となり、1997年2月28日、定年により調教師を引退した。調教師としての通算成績は6843戦730勝、うち八大競走5勝を含む重賞24勝であった。2004年3月21日に肺性心のため死去。82歳没。

## 調教師成績
- 通算6843戦730勝

### 主な管理馬
八大競走優勝馬
- テスコガビー（1975年桜花賞、優駿牝馬など重賞5勝）
- アイフル（1976年天皇賞・秋など重賞5勝）
- ミナガワマンナ（1981年菊花賞など重賞3勝）
- アズマハンター（1982年皐月賞）

その他重賞競走優勝馬
- テンポ（1961年東京アラブ障害特別・秋 1962年東京アラブ障害特別・春）
- トウホーパール（1975年サンケイスポーツ賞4歳牝馬特別）
- スズサフラン（1978年東京新聞杯）
- タケノダイヤ（1980年京成杯3歳ステークス）
- ハツノアモイ（1984年京成杯 1986年フェブラリーハンデキャップ）
- スズマッハ（1985年エプソムカップ）
- アズマイースト（1990年スプリングステークス）
- マルマツエース（1992年エプソムカップ）

## 厩舎所属者
※太字は門下生
- 山田要一（助手）
- 藤原英幸（騎手）